# Josef Oberhauser (bobsleigh)
Cet article concerne un bobeur autrichien. Pour le SS, voir Josef Oberhauser.
Pour les articles homonymes, voir Oberhauser.
Josef Oberhauser, né le 23 février 1949, est un bobeur autrichien.

## Biographie
Josef Oberhauser est médaillé de bronze de bob à deux aux Mondiaux de 1971 avec Herbert Gruber.
Il participe aux Jeux olympiques d'hiver de 1972, organisés à Munich en Allemagne, où il se classe huitième de bob à deux avec Herbert Gruber et sixième de bob à quatre.

## Palmarès

### Championnats monde
- : médaillé de bronze en bob à 2 aux championnats monde de 1971.